# Halowe Mistrzostwa Europy w Lekkoatletyce 1978
IX Halowe Mistrzostwa Europy odbyły się 11–12 marca 1978 w Mediolanie w Palasport di San Siro.

## Wyniki zawodów

### Mężczyźni

#### Konkurencje biegowe
| konkurencja                           | złoto                       | złoto     | srebro                       | srebro | brąz                      | brąz   |
| ------------------------------------- | --------------------------- | --------- | ---------------------------- | ------ | ------------------------- | ------ |
| Bieg na 60 m (szczegóły)              | Nikołaj Kolesnikow · ZSRR   | 6,64      | Petyr Petrow · Bułgaria      | 6,66   | Aleksandr Aksinin · ZSRR  | 6,73   |
| Bieg na 400 m (szczegóły)             | Pietro Mennea · Włochy      | 46,51     | Ryszard Podlas · Polska      | 46,55  | Nikołaj Czerniecki · ZSRR | 46,72  |
| Bieg na 800 m (szczegóły)             | Markku Taskinen · Finlandia | 1:47,4    | Olaf Beyer · NRD             | 1:47,7 | Roger Milhau · Francja    | 1:47,8 |
| Bieg na 1500 m (szczegóły)            | Antti Loikkanen · Finlandia | 3:38,2 CR | Thomas Wessinghage · RFN     | 3:38,2 | Jürgen Straub · NRD       | 3:40,2 |
| Bieg na 3000 m (szczegóły)            | Markus Ryffel · Szwajcaria  | 7:49,5    | Emiel Puttemans · Belgia     | 7:49,9 | Jörg Peter · NRD          | 7:50,1 |
| Bieg na 60 m przez płotki (szczegóły) | Thomas Munkelt · NRD        | 7,65      | Wiaczesław Kulebiakin · ZSRR | 7,72   | Giuseppe Buttari · Włochy | 7,86   |

#### Konkurencje techniczne
| konkurencja                | złoto                       | złoto   | srebro                         | srebro | brąz                             | brąz  |
| -------------------------- | --------------------------- | ------- | ------------------------------ | ------ | -------------------------------- | ----- |
| Skok wzwyż (szczegóły)     | Władimir Jaszczenko · ZSRR  | 2,35 WR | Rolf Beilschmidt · NRD         | 2,29   | Wolfgang Killing · RFN           | 2,27  |
| Skok o tyczce (szczegóły)  | Tadeusz Ślusarski · Polska  | 5,45    | Władimir Trofimienko · ZSRR    | 5,40   | Władimir Siergijenko · ZSRR      | 5,40  |
| Skok w dal (szczegóły)     | László Szalma · Węgry       | 7,83    | Ronald Desruelles · Belgia     | 7,75   | Władimir Cepielow · ZSRR         | 7,73  |
| Trójskok (szczegóły)       | Anatolij Piskulin · ZSRR    | 16,82   | Keith Connor · Wielka Brytania | 16,53  | Ołeksandr Jakowlew · ZSRR        | 16,47 |
| Pchnięcie kulą (szczegóły) | Reijo Ståhlberg · Finlandia | 20,48   | Władysław Komar · Polska       | 20,16  | Geoffrey Capes · Wielka Brytania | 20,11 |

### Kobiety

#### Konkurencje biegowe
| konkurencja                           | złoto                  | złoto     | srebro                      | srebro | brąz                      | brąz   |
| ------------------------------------- | ---------------------- | --------- | --------------------------- | ------ | ------------------------- | ------ |
| Bieg na 60 m (szczegóły)              | Marlies Oelsner · NRD  | 7,12 CR   | Linda Haglund · Szwecja     | 7,13   | Ludmiła Storożkowa · ZSRR | 7,27   |
| Bieg na 400 m (szczegóły)             | Marina Sidorowa · ZSRR | 52,42     | Rita Bottiglieri · Włochy   | 53,18  | Karoline Käfer · Austria  | 53,56  |
| Bieg na 800 m (szczegóły)             | Ulrike Bruns · NRD     | 2:02,3    | Totka Petrowa · Bułgaria    | 2:02,5 | Mariana Suman · Rumunia   | 2:03,4 |
| Bieg na 1500 m (szczegóły)            | Ileana Silai · Rumunia | 4:07,1 CR | Natalia Mărășescu · Rumunia | 4:07,4 | Brigitte Kraus · RFN      | 4:07,6 |
| Bieg na 60 m przez płotki (szczegóły) | Johanna Klier · NRD    | 7,94 WR   | Grażyna Rabsztyn · Polska   | 8,07   | Silvia Kempin · RFN       | 8,15   |

#### Konkurencje techniczne
| konkurencja                | złoto                               | złoto   | srebro                   | srebro | brąz                        | brąz  |
| -------------------------- | ----------------------------------- | ------- | ------------------------ | ------ | --------------------------- | ----- |
| Skok wzwyż (szczegóły)     | Sara Simeoni · Włochy               | 1,94 CR | Brigitte Holzapfel · RFN | 1,91   | Urszula Kielan · Polska     | 1,88  |
| Skok w dal (szczegóły)     | Jarmila Nygrýnová · Czechosłowacja  | 6,62    | Ildikó Erdélyi · Węgry   | 6,49   | Sue Reeve · Wielka Brytania | 6,48  |
| Pchnięcie kulą (szczegóły) | Helena Fibingerová · Czechosłowacja | 20,67   | Margitta Droese · NRD    | 19,77  | Eva Wilms · RFN             | 19,24 |

## Tabela medalowa
| Miejsce | Państwo         | Złoto | Srebro | Brąz | Razem |
| ------- | --------------- | ----- | ------ | ---- | ----- |
| 1.      | NRD             | 4     | 3      | 2    | 9     |
| 2.      | ZSRR            | 4     | 2      | 6    | 12    |
| 3.      | Finlandia       | 3     | 0      | 0    | 3     |
| 4.      | Włochy          | 2     | 1      | 1    | 4     |
| 5.      | Czechosłowacja  | 2     | 0      | 0    | 2     |
| 6.      | Polska          | 1     | 3      | 1    | 5     |
| 7.      | Rumunia         | 1     | 1      | 1    | 3     |
| 8.      | Węgry           | 1     | 1      | 0    | 2     |
| 9.      | Szwajcaria      | 1     | 0      | 0    | 1     |
| 10.     | RFN             | 0     | 2      | 4    | 6     |
| 11.     | Belgia          | 0     | 2      | 0    | 2     |
| 11.     | Bułgaria        | 0     | 2      | 0    | 2     |
| 13.     | Wielka Brytania | 0     | 1      | 2    | 3     |
| 14.     | Szwecja         | 0     | 1      | 0    | 1     |
| 15.     | Austria         | 0     | 0      | 1    | 1     |
| 15.     | Francja         | 0     | 0      | 1    | 1     |
| Razem   | Razem           | 19    | 19     | 19   | 57    |

## Objaśnienia skrótów
WR – rekord świata
CR – rekord mistrzostw Europy